# Koraaldriehoek

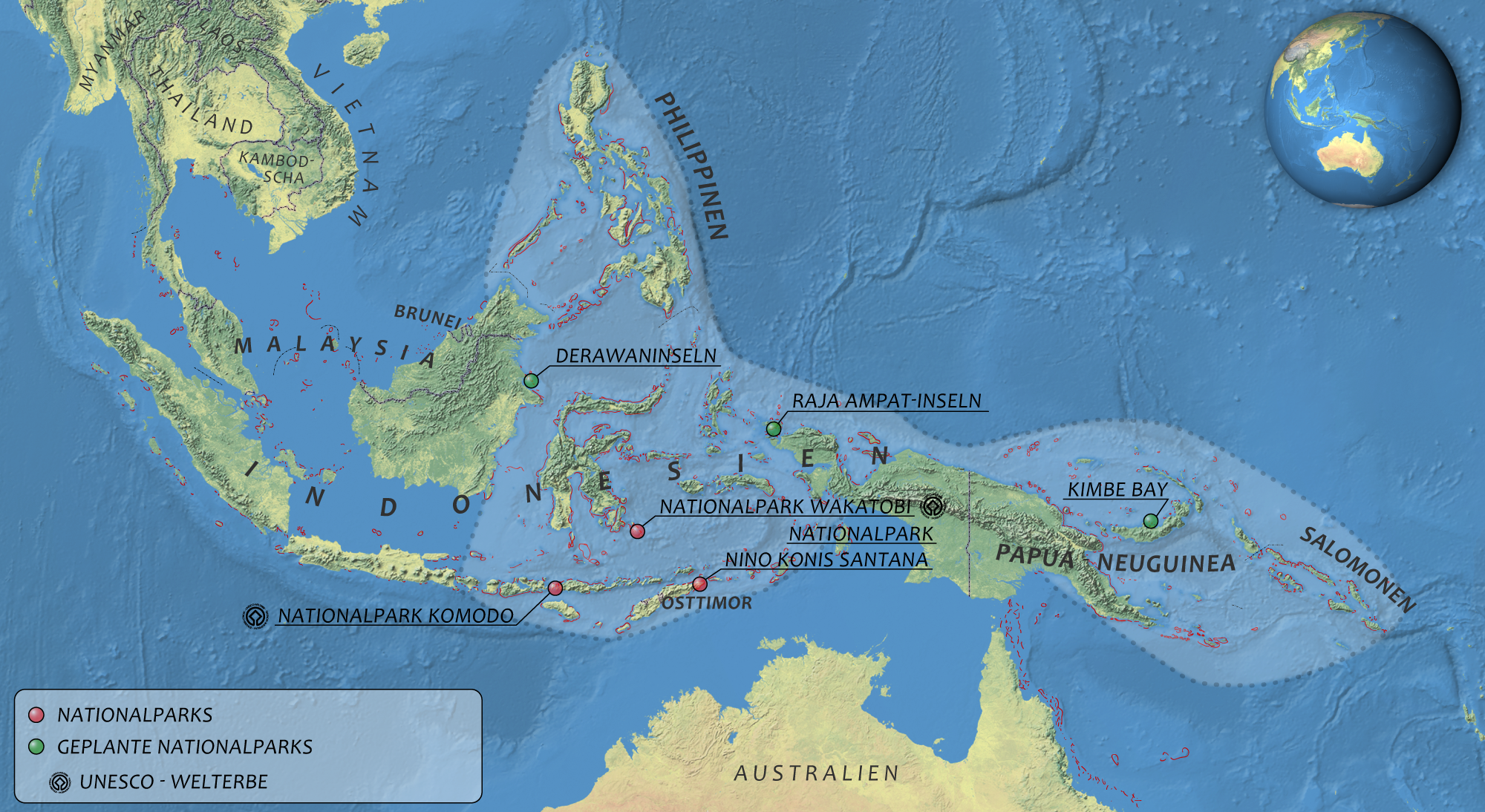
De ligging van de Koraaldriehoek

De Koraaldriehoek is een geografische term die verwijst naar de tropische wateren van Indonesië, Maleisië, Papoea-Nieuw-Guinea, Filipijnen, Salomonseilanden en Oost-Timor, met een oppervlakte van 5,7 miljoen km² ofwel ongeveer 150 keer de oppervlakte van Nederland.
De Koraaldriehoek wordt ook wel de kraamkamer van de wereldzeeën genoemd vanwege de rijkdom aan dieren en planten die er leven. In deze regio bevinden zich rond 3000 soorten vissen, en verder tal van dolfijnen en walvissoorten. In de regio zwemmen zes van de zeven zeeschildpadsoorten. In de Koraaldriehoek leeft 75% van alle koraalsoorten op aarde.
Hier bevindt zich de hoogste diversiteit aan koraal ter wereld (605 van alle 798 koraalsoorten). De hoogste diversiteit bevindt zich in het gebied rondom de Raja Ampat-eilanden. Naast koraalriffen, bevinden zich er ook uitgestrekte zeegrasweiden en mangrovebossen. Problemen voor de koraalriffen zijn onder andere overbevissing, dynamietvissen en verbleking van koraal.
Het Wereld Natuur Fonds beschouwt de bescherming van de regio als topprioriteit sinds de lancering van het Coral Triangle Program in 2007.

## Overbevissing op tonijn
In de Koraaldriehoek zwemmen de meeste verschillende soorten tonijn ter wereld. Op deze tonijn vindt er overbevissing plaats en daarnaast wordt vaak te jonge vis gevangen waardoor de tonijnpopulatie minder de kans krijgt zich voort te planten. Door al deze factoren dreigt de tonijn voor een groot deel uit te sterven.

## Galerij

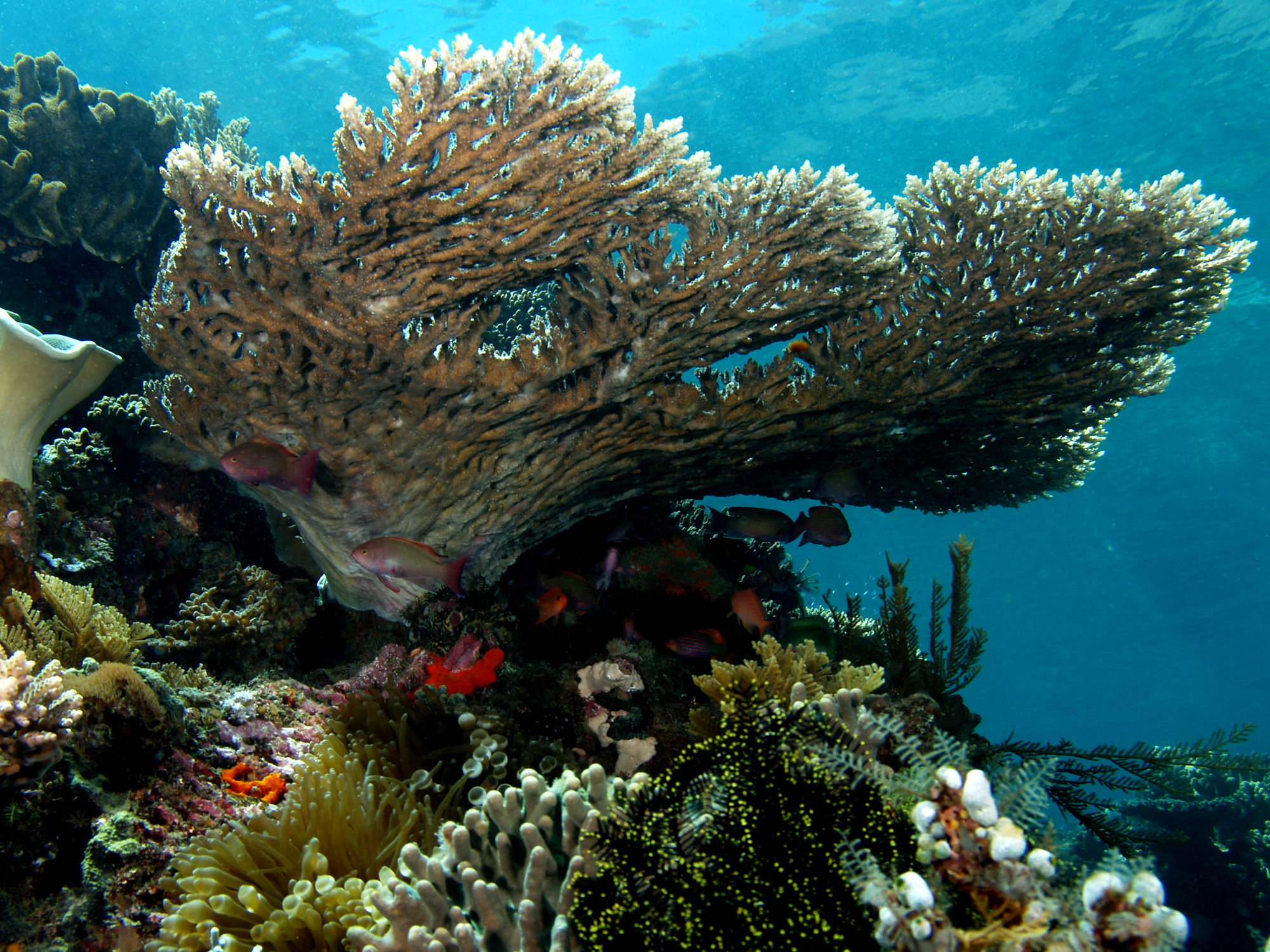
Tafelkoraal
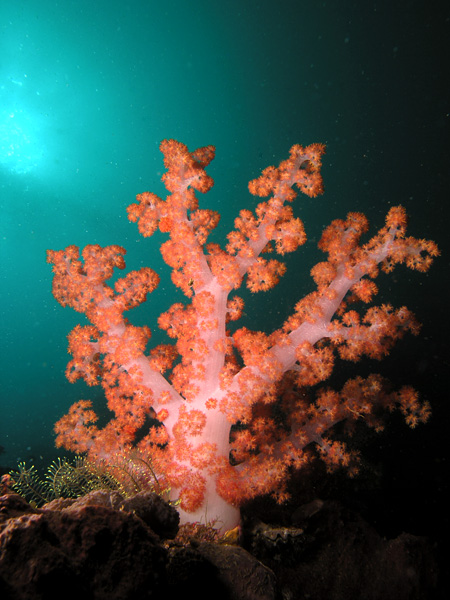
Roze zachte koraal
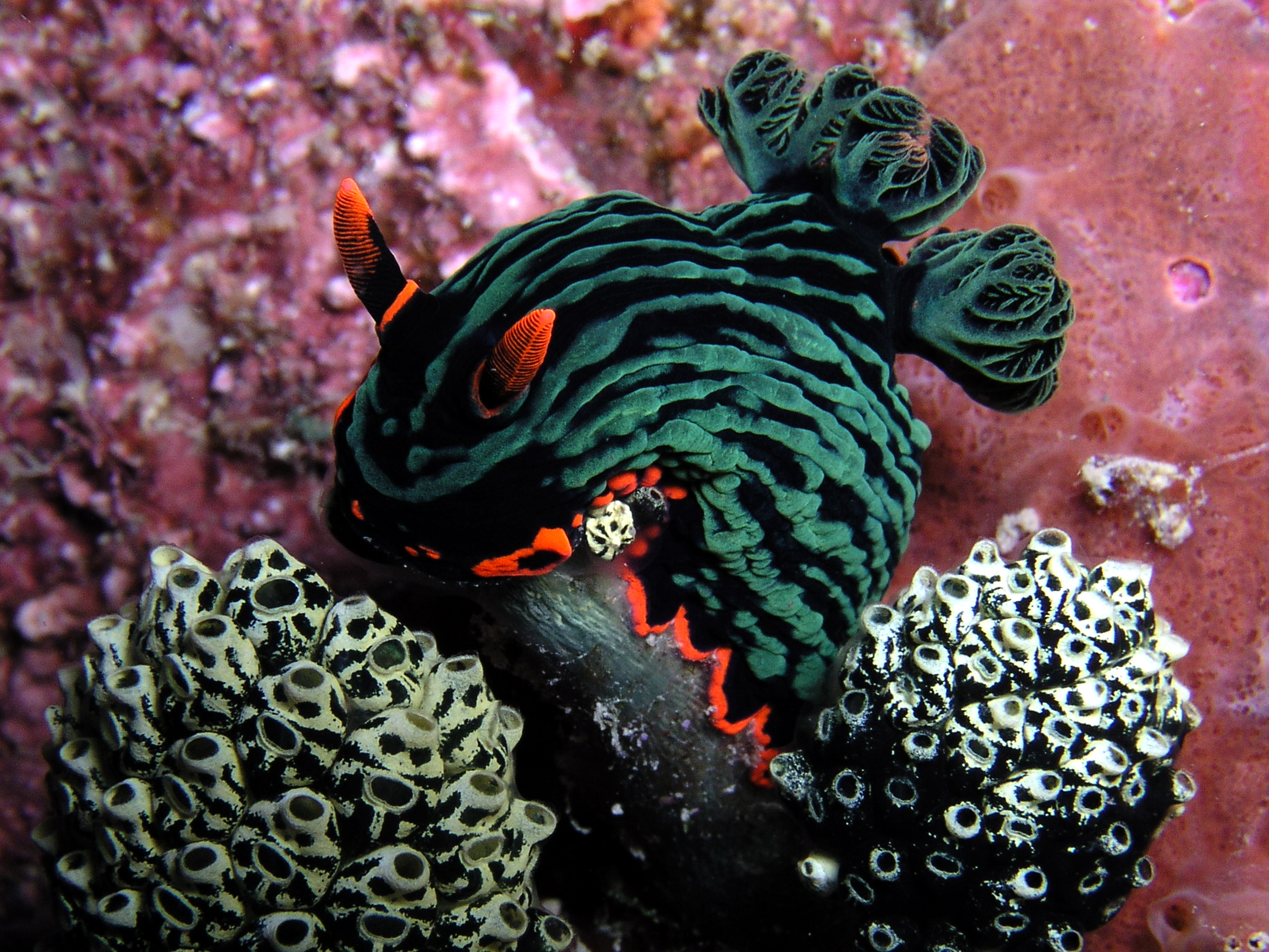
Nembrotha kubaryana Nudibranchia
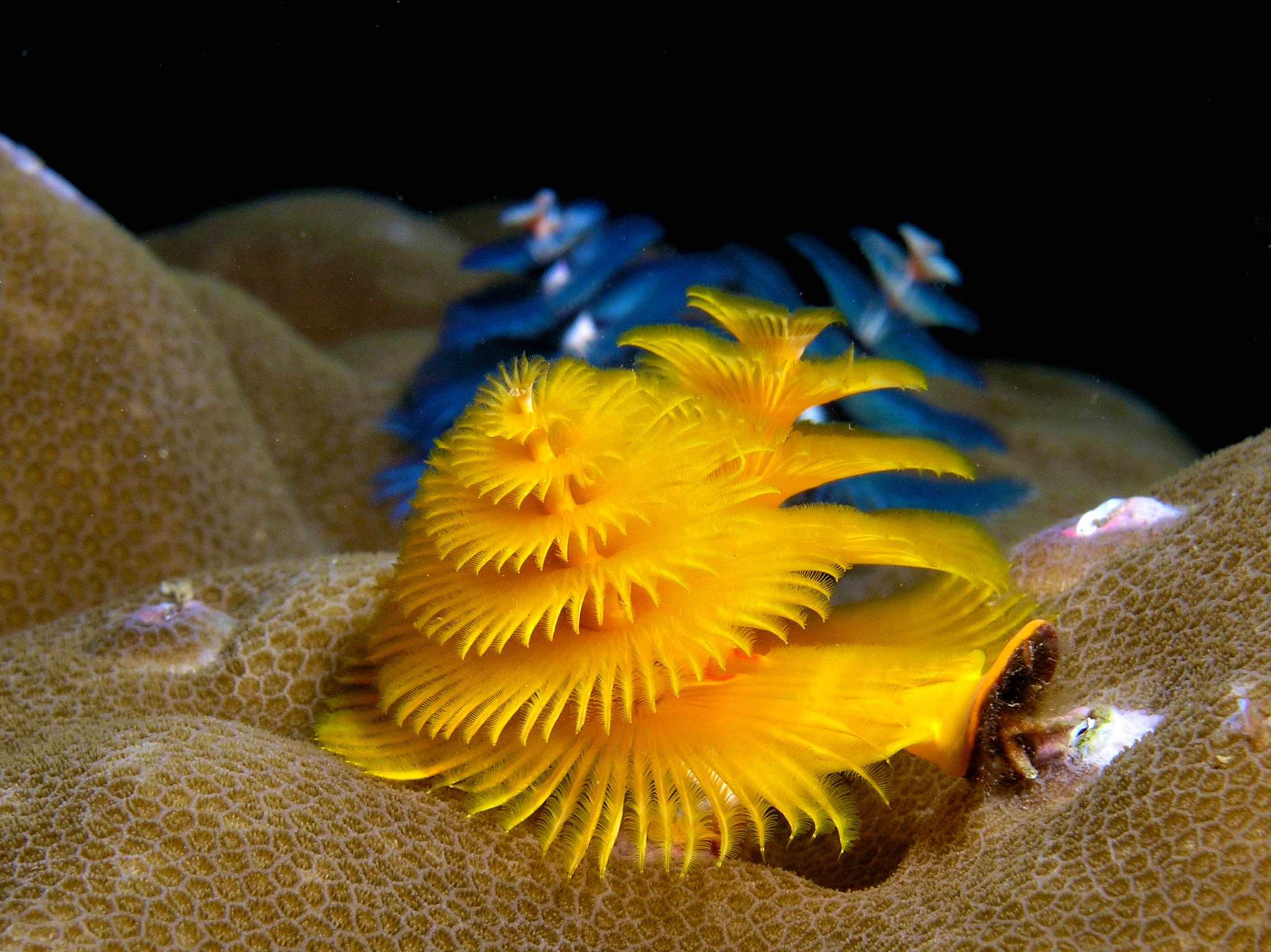
Kerstboomworm
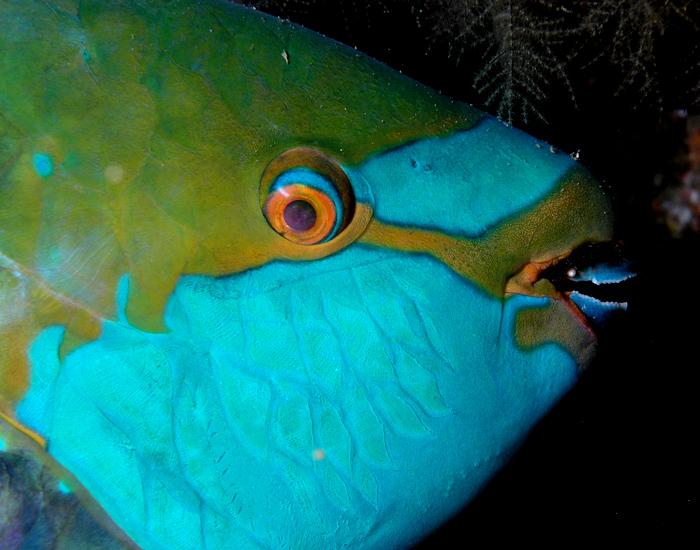
Papegaaivis
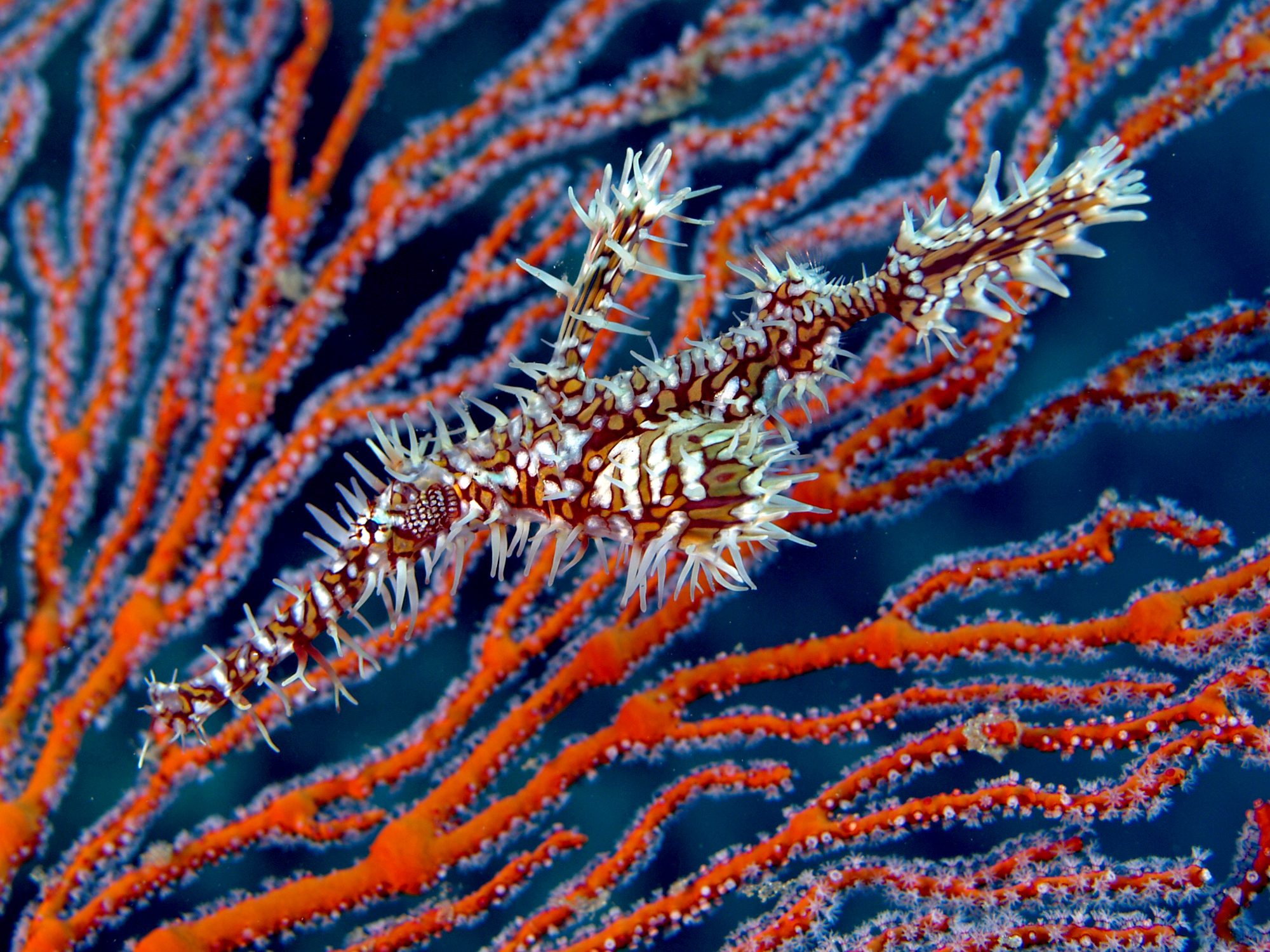
Solenostomus paradoxus
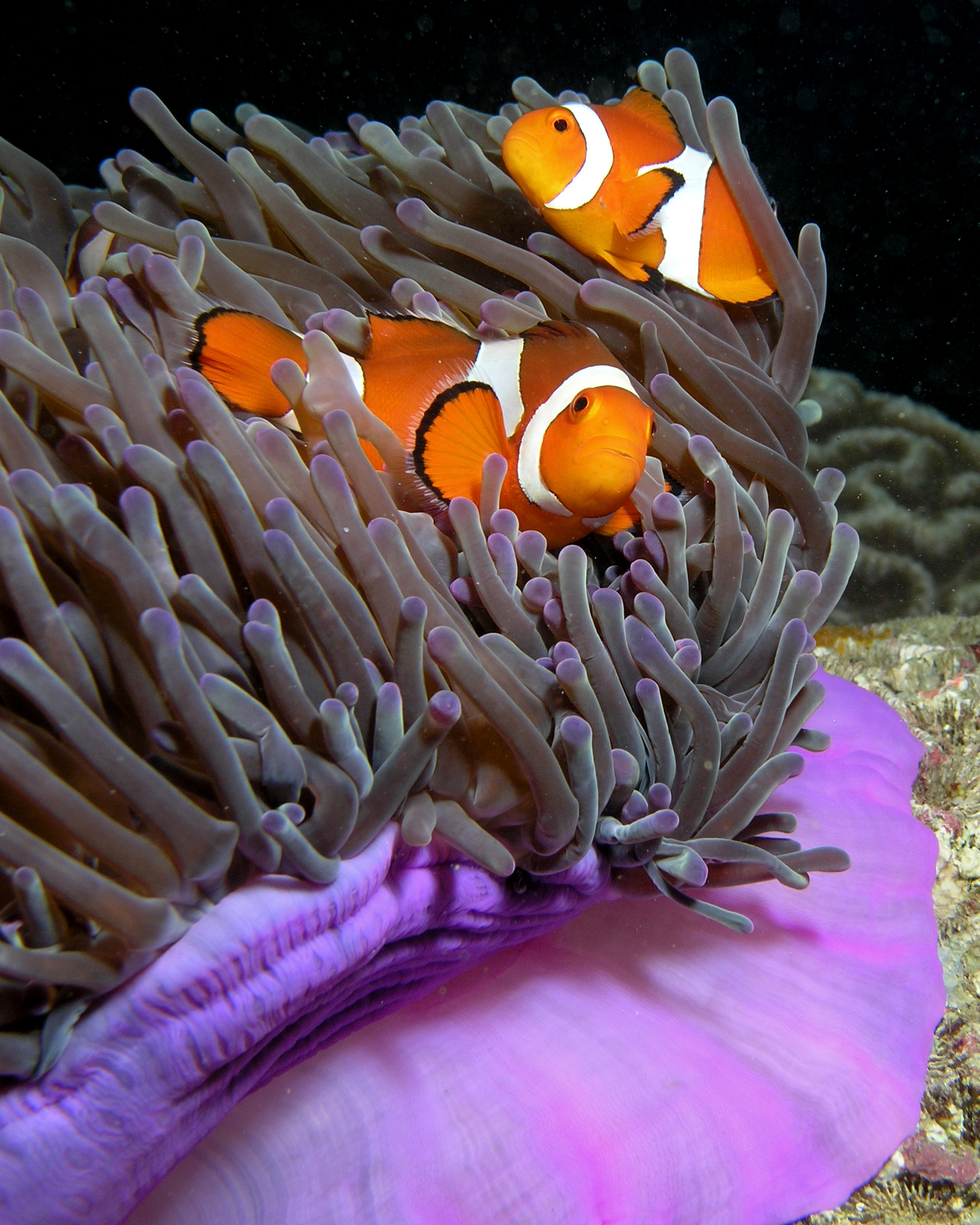
Anemoonvissen
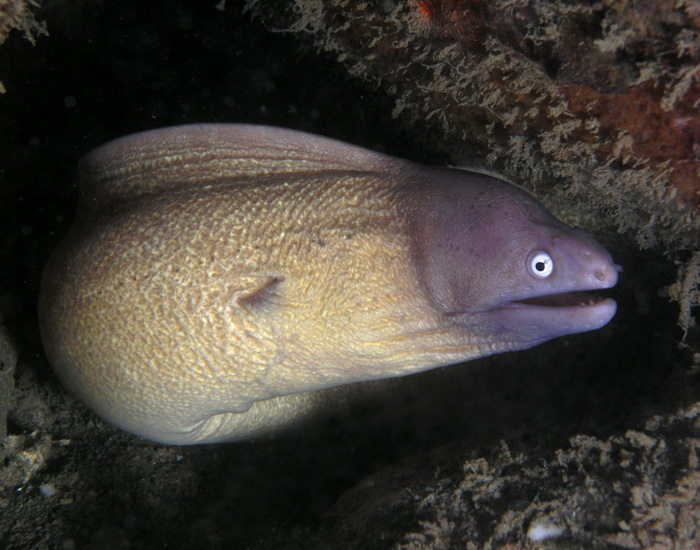
Gymnothorax thrysoideus